# Де ла Фуэнте Кастильо, Луис
Луи́с де ла Фуэ́нте Касти́льо (исп. Luis de la Fuente Castillo; род. 21 июня 1961, Аро, Риоха) — испанский футболист, защитник и футбольный тренер. Главный тренер сборной Испании.

## Игровая карьера
Де ла Фуэнте является воспитанником клуба «Атлетик Бильбао», в системе которого оказался в 1976 году. Вначале выступал за резервную команду «Бильбао Атлетик». 8 марта 1981 году дебютировал за основную команду, выйдя на замену во втором тайме матча с «Валенсией», который завершился со счётом 0:0. Летом 1982 года окончательно стал игроком основной команды. Помог «баскам» выиграть два подряд чемпионских титула. 26 марта 1983 года забил свой первый гол на профессиональном уровне, поразив ворота «Сельты» (матч завершился со счётом 4:0).
В июле 1987 года перешёл в «Севилью», где также стал игроком основного состава. Отыграв за севильский клуб четыре сезона, вернулся в «Атлетик», но использовался преимущественно как игрок замены. Последним клубом в карьере де ла Фуэнте стал клуб «Алавес», в котором в 1994 году завершил игровую карьеру в возрасте 33-х лет.

## Тренерская карьера
Тренерскую карьеру де ла Фуэнте начинал в клубах низших испанских дивизионов «Португалете» и «Ауррера», затем перешёл на работу в молодёжную команду «Бильбао Атлетик», в которой работал несколько лет.
13 июля 2011 года был назначен главным тренером клуба «Алавес», однако проработал в нём всего три месяца, проведя лишь 11 матчей, и 17 октября был уволен.
После этого с июня 2013 года возглавлял молодёжные команды Испании различных возрастов, с которыми добился заметных успехов. Летом 2015 года привёл юношескую команду к победе на чемпионате Европы (в финальном матче со счётом 2:0 была обыграна сборная России). Спустя четыре года подопечные де ла Фуэнте одержали победу на молодёжном чемпионате Европы, где их соперником по финалу стала сборная Германии. Также сумел привести команду к серебряным медалям Олимпийских игр в Токио, в финальном матче потерпев поражение от сборной Бразилии со счётом 1:2.
8 декабря 2022 года Королевская испанская футбольная федерация сообщила, что де ла Фуэнте займёт пост главного тренера сборной Испании, сменив ушедшего в отставку Луиса Энрике. В июне 2023 года привёл команду к победе в Лиге наций УЕФА, обыграв в финале турнира в серии пенальти сборную Хорватии.
На чемпионате Европы 2024 года сборная Испании под предводительством де ла Фуэнте выиграла этот турнир, став наиболее титулованной командой в истории чемпионатов Европы.

## Статистика

### Игровая
| Выступление      | Выступление      | Выступление      | Лига | Лига | Кубок страны | Кубок страны | Еврокубки | Еврокубки | Другие | Другие | Итого | Итого |
| Клуб             | Лига             | Сезон            | Игры | Голы | Игры         | Голы         | Игры      | Голы      | Игры   | Голы   | Игры  | Голы  |
| ---------------- | ---------------- | ---------------- | ---- | ---- | ------------ | ------------ | --------- | --------- | ------ | ------ | ----- | ----- |
| Атлетик Бильбао  | Примера          | 1980/81          | 3    | 0    | 1            | 0            | 0         | 0         | 0      | 0      | 4     | 0     |
| Атлетик Бильбао  | Примера          | 1981/82          | 14   | 0    | 0            | 0            | 0         | 0         | 0      | 0      | 14    | 0     |
| Атлетик Бильбао  | Примера          | 1982/83          | 21   | 1    | 2            | 0            | 2         | 0         | 0      | 0      | 25    | 1     |
| Атлетик Бильбао  | Примера          | 1983/84          | 32   | 0    | 0            | 0            | 3         | 0         | 4      | 0      | 39    | 0     |
| Атлетик Бильбао  | Примера          | 1984/85          | 15   | 0    | 1            | 0            | 0         | 0         | 0      | 0      | 16    | 0     |
| Атлетик Бильбао  | Примера          | 1985/86          | 24   | 0    | 1            | 0            | 5         | 0         | 0      | 0      | 30    | 0     |
| Атлетик Бильбао  | Примера          | 1986/87          | 19   | 0    | 2            | 0            | 3         | 0         | 0      | 0      | 24    | 0     |
| Атлетик Бильбао  | Итого            | Итого            | 128  | 1    | 7            | 0            | 13        | 0         | 4      | 0      | 152   | 1     |
| Севилья          | Примера          | 1987/88          | 20   | 1    | 0            | 0            | 0         | 0         | 0      | 0      | 20    | 1     |
| Севилья          | Примера          | 1988/89          | 31   | 2    | 0            | 0            | 0         | 0         | 0      | 0      | 31    | 2     |
| Севилья          | Примера          | 1989/90          | 6    | 0    | 1            | 0            | 0         | 0         | 0      | 0      | 7     | 0     |
| Севилья          | Примера          | 1990/91          | 17   | 1    | 2            | 0            | 1         | 0         | 0      | 0      | 20    | 1     |
| Севилья          | Итого            | Итого            | 74   | 4    | 3            | 0            | 1         | 0         | 0      | 0      | 78    | 4     |
| Атлетик Бильбао  | Примера          | 1991/92          | 9    | 1    | 2            | 0            | 0         | 0         | 0      | 0      | 11    | 1     |
| Атлетик Бильбао  | Примера          | 1992/93          | 3    | 0    | 0            | 0            | 0         | 0         | 0      | 0      | 3     | 0     |
| Атлетик Бильбао  | Итого            | Итого            | 12   | 1    | 2            | 0            | 0         | 0         | 0      | 0      | 14    | 1     |
| Всего за карьеру | Всего за карьеру | Всего за карьеру | 214  | 6    | 12           | 0            | 14        | 0         | 4      | 0      | 244   | 6     |

### Тренерская
| Команда                      | Начало работы   | Завершение работы | Показатели | Показатели | Показатели | Показатели | Показатели |
| Команда                      | Начало работы   | Завершение работы | М          | В          | Н          | П          | % побед    |
| ---------------------------- | --------------- | ----------------- | ---------- | ---------- | ---------- | ---------- | ---------- |
| Португалете                  | 1 июля 1997     | 30 июня 2000      | 122        | 69         | 34         | 19         | 056,56     |
| Ауррера                      | 1 июля 2000     | 14 марта 2001     | 32         | 11         | 13         | 8          | 034,38     |
| Бильбао Атлетик              | 8 июля 2006     | 28 мая 2007       | 38         | 11         | 12         | 15         | 028,95     |
| Бильбао Атлетик              | 8 июля 2009     | 7 июля 2011       | 76         | 21         | 29         | 26         | 027,63     |
| Алавес                       | 13 июля 2011    | 17 октября 2011   | 11         | 4          | 4          | 3          | 036,36     |
| Сборная Испании (до 19 лет)  | 1 июня 2013     | 24 июля 2018      | 48         | 34         | 5          | 9          | 070,83     |
| Сборная Испании (до 21 года) | 25 июля 2018    | 11 декабря 2022   | 42         | 34         | 4          | 4          | 080,95     |
| Сборная Испании (олимп.)     | 1 июня 2021     | 7 августа 2021    | 6          | 3          | 2          | 1          | 050,00     |
| Сборная Испании              | 12 декабря 2022 | н.в.              | 31         | 24         | 5          | 2          | 077,42     |
| Итого                        | Итого           | Итого             | 406        | 211        | 108        | 87         | 051,97     |

## Достижения

### В качестве игрока
«Атлетик Бильбао»
- Чемпион Испании (2): 1982/83, 1983/84
- Обладатель Кубка Испании: 1983/84

### В качестве тренера
Сборная Испании
- Победитель чемпионата Европы (до 19 лет): 2015
- Победитель чемпионата Европы (до 21 года): 2019
- Победитель Лиги наций УЕФА: 2022/23
- Победитель чемпионата Европы: 2024